# Susan Lyons
Susan Lyons (Adelaide, South Australia, 1957) é uma atriz australiana.

## Carreira
Suas participações na televisão incluem: A Country Practice, Police Rescue, Murder Call, Farscape e Sun on the Stubble, entre outros.
Os filmes que participou foram: Winds of Jarrah, No Worries, Crackers, In a Savage Land, Black and White, Corroboree e Martin Four.
Sua participação recente no teatro foi na produção de 2004 da Broadway I Am My Own Wife dirigida por Moisés Kaufman.
É casada com o vencedor do Tony Award, o ator de cinema e teatro Jefferson Mays.